# 謝日升
謝日升（1968年—），中華民國空軍中將，現任參謀本部情報參謀次長室中將次長，曾任空軍作戰指揮部少將副指揮官、空軍第五戰術混合聯隊少將聯隊長等職務。畢業於空軍官校79年班，2017年7月1日晉升少將，2024年7月1日晉升中將
。